# L'Après-midi d'un faune (ballet)
Pour les articles homonymes, voir L'Après-midi d'un faune (homonymie).

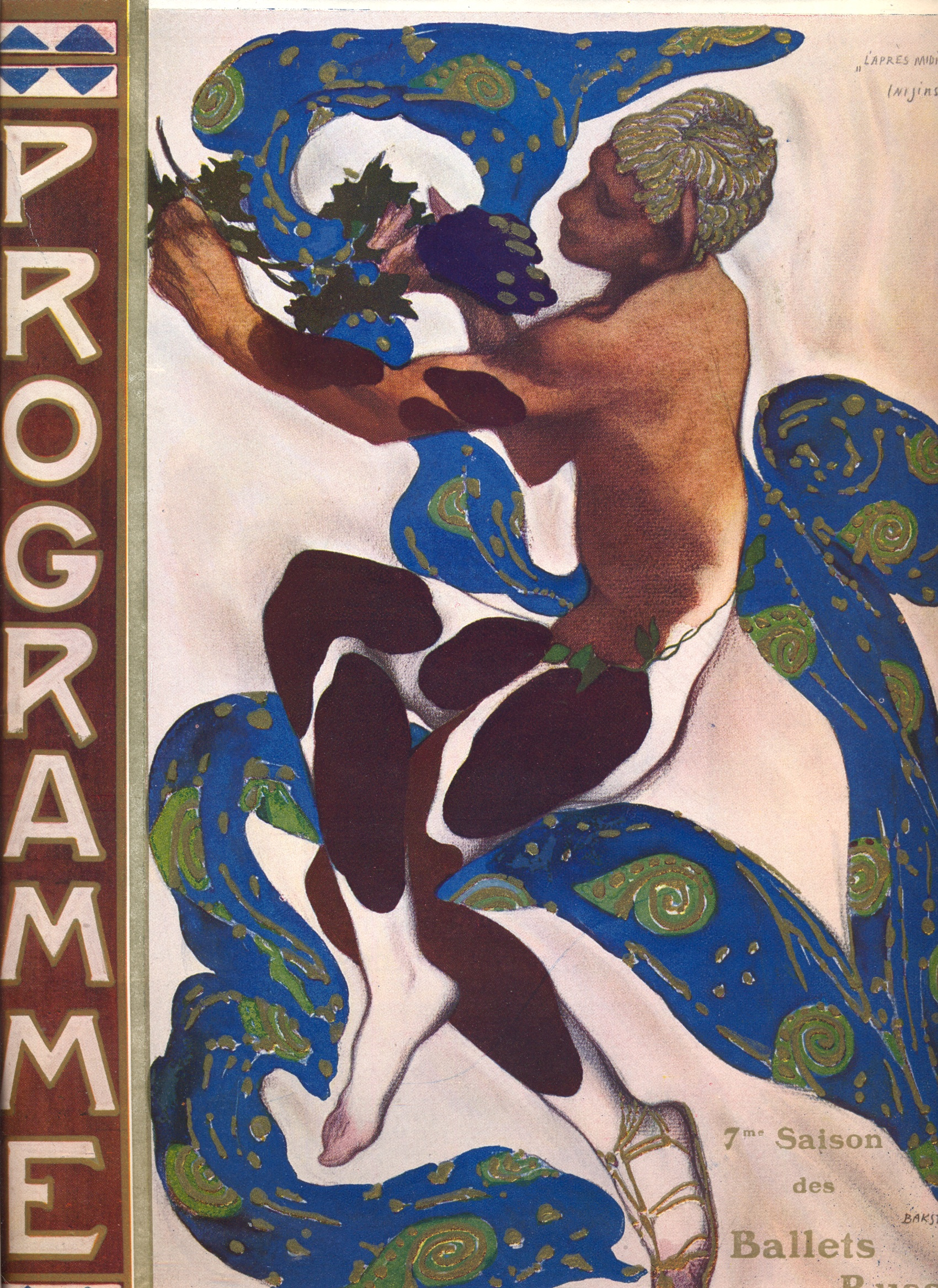
Nijinski dans L'Après-midi d'un faune. Aquarelle de Léon Bakst pour la couverture du programme de la saison de 1912 des ballets russes.

L'Après-midi d'un faune est un ballet en un acte de Vaslav Nijinski, sur la musique du Prélude à l'après-midi d'un faune de Claude Debussy (s'inspirant lui-même du poème de Stéphane Mallarmé L'Après-midi d'un faune), décors et costumes de Léon Bakst.
Créé par les Ballets russes de Serge de Diaghilev à Paris, au Théâtre du Châtelet le 29 mai 1912, ce ballet est la première chorégraphie de Nijinski, et il en est aussi l'interprète principal. Il s'y impose d'emblée comme un chorégraphe original, soulignant l'animalité et la sensualité du faune par le costume et le maquillage. Jouant avec les angles, les profils et les déplacements latéraux, Nijinski y abandonne la danse académique au profit du geste stylisé.

## Argument

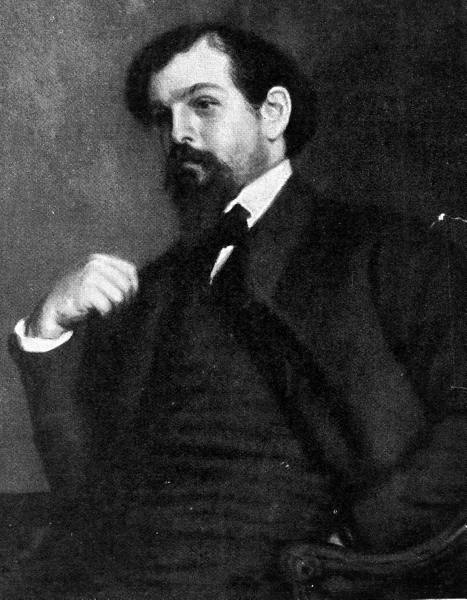
Claude Debussy compositeur du Prélude à l'après-midi d'un faune, émit des réserves sur l'emploi de son poème symphonique pour le ballet de Nijinski.

L'argument du ballet n'est pas l'adaptation du poème de Mallarmé, mais une scène qui le précède.
Sur un tertre un faune se réveille, joue de la flûte et contemple des raisins. Un premier groupe de trois nymphes apparaît, suivi d'un second groupe qui accompagne la nymphe principale. Celle-ci danse au centre de la scène en se défaisant peu à peu des voiles qui la revêt. Le faune, attiré par les danses des nymphes, va à leur rencontre pour les séduire mais elles s'enfuient. Seule la nymphe principale reste avec le faune ; après le pas de deux, elle s'enfuit en abandonnant son châle aux pieds du faune. Celui-ci s'en saisit, mais trois nymphes tentent de le reprendre sans succès, trois autres nymphes se moquent du faune. Il regagne son tertre avec l'étoffe qu'il contemple dans une attitude de fascination. La posant par terre il s'allonge sur le tissu.

## Origines du ballet
L'idée de Nijinski de faire un ballet inspiré de la Grèce antique lui fut suggéré probablement par le décorateur Léon Bakst, admirateur des antiquités grecques et crétoises, lors d'un séjour du danseur avec sa sœur Bronislava Nijinska à Karlsbad. Nijinski proposa l'idée du ballet grec à Diaghilev qui l'accepta, voulant encourager les débuts de chorégraphe du danseur et ayant aussi l'intention de le mettre à la tête des Ballets russes.
Le choix de la musique se fit d'un commun accord entre Diaghilev et Nijinski, et se porta sur le Prélude à l'après-midi d'un faune de Claude Debussy, malgré les réticences du danseur, trouvant que la musique manquait d'aspérité et était trop douce en comparaison des mouvements qu'il imaginait pour la chorégraphie, et du compositeur qui n'accepta que sur l'insistance de Diaghilev de donner l'autorisation d'utiliser sa musique.

## Source d'inspiration

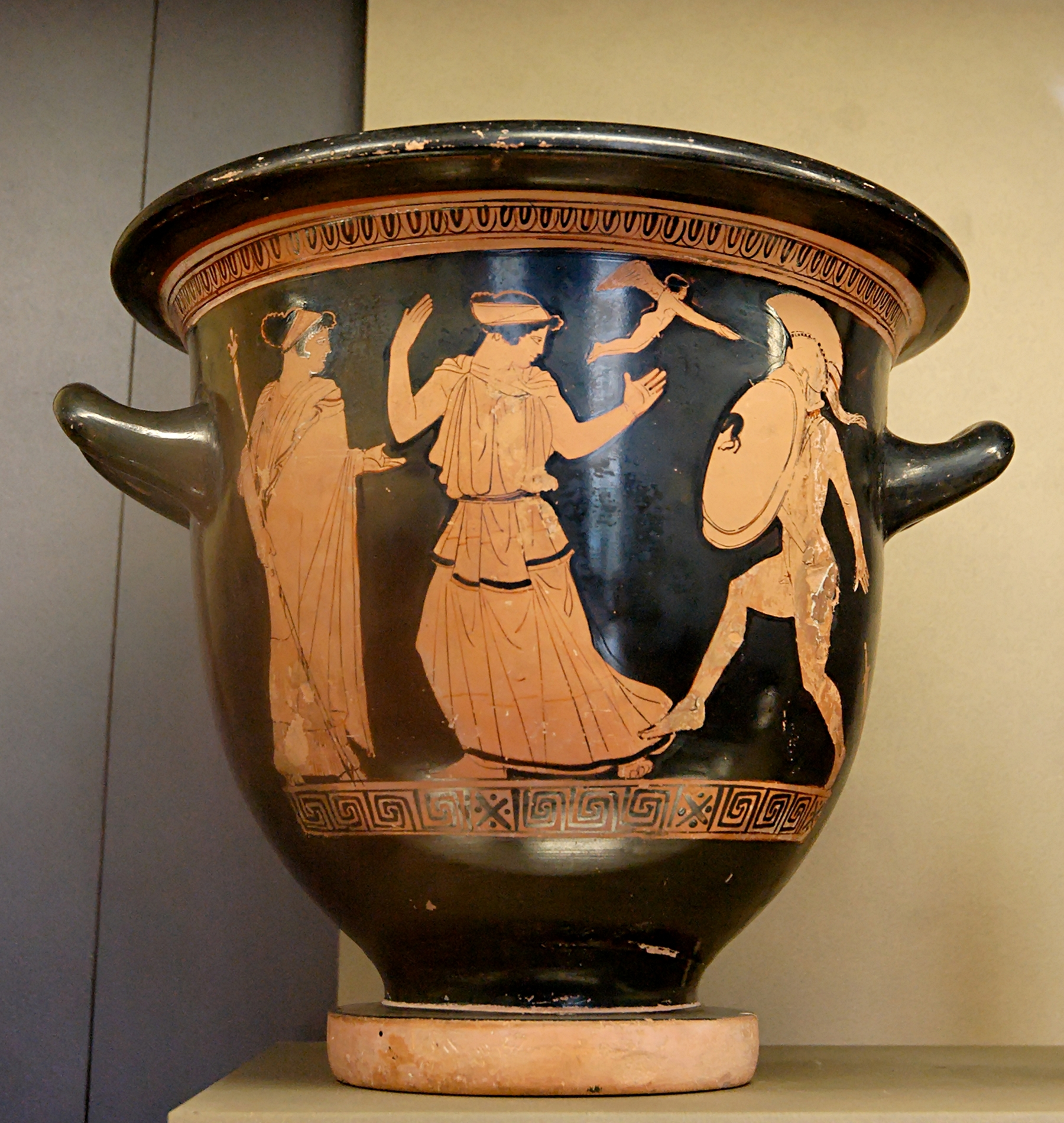
Ménélas a l'intention de tuer Hélène mais, frappé par sa beauté, il lâche son épée. Un Éros volant et Aphrodite, à gauche d'Hélène, regardent la scène. Détail d'un cratère attique à figures rouges, 450-440 av. J.-C., découvert à Gnathia (actuelle Egnazia, Italie) Paris, Musée du Louvre. Un des vases repris par Nijinski pour sa chorégraphie.

Lors de visites au musée du Louvre avec Léon Bakst, Nijinski fut inspiré par les vases grecs à figures rouges de la galerie Campana, particulièrement des cratères attiques et lucaniens montrant des satyres poursuivant des nymphes et des sujets tirés de l'Iliade. Il fit des relevés sous forme de croquis des différentes attitudes qui pouvaient l'inspirer pour sa chorégraphie.
Selon le psychiatre Peter Otswald auteur d'une biographie sur le danseur, Nijinski fut peut être aussi marqué par les attitudes contorsionnés des aliénés de l'asile de Novoznamenskaya, lors de ses visites à son frère Stanislav qui était interné pour maladie mentale.

## Chorégraphie
La particularité de la chorégraphie de Nijinski était de rompre avec la tradition classique en proposant une nouvelle manière de concevoir la danse basée sur des mouvements latéraux et frontaux inspirés des figures profilées des vases grecs. Dans  le ballet Nijinski n'effectue qu'un seul saut, qui symbolise le franchissement du ruisseau où se baignent les nymphes.
Fin 1910 à Saint-Pétersbourg Nijinski et sa sœur expérimentèrent les attitudes qu'il avait notées au Louvre. Ce travail de préparation continua à Paris jusqu'en 1911. Les premières répétitions se déroulèrent à Berlin en janvier 1912, révélant les difficultés liées à la chorégraphie. Les danseuses avaient du mal à adopter et danser dans des postures contraires à la tradition classique qui les obligeait à se déplacer les jambes et la tête de profil et le buste de face. La volonté d'innover du chorégraphe lui fit rejeter des positions héritées de la danse classique comme l'en-dehors et les pointes, les danseuses devaient danser pieds nus.
Le perfectionnisme du chorégraphe eut pour conséquence un nombre élevé de répétitions (soixante environ) pour atteindre au résultat qu'il recherchait.

### Notation du ballet
En 1915, s'inspirant du système à cinq lignes de notation du mouvement de Stepanov qu'il avait appris quand il était élève de l'école impériale de Ballet de Saint-Petersbourg, Nijinski établit un système personnel de notation de son ballet. En 1988, Ann Hutchinson Guest et Claudia Jeschke déchiffrèrent  la notation de Nijinski et en firent une transcription en notation Laban. La partition de la chorégraphie révèle des différences notables avec les versions du ballet transmises de mémoire, en particulier les mouvements des nymphes plus détaillés et variés dans la notation de Nijinski, alors que les transmissions de mémoire ont fait disparaître ces éléments, ce qui rend le ballet plus uniforme.

## Distribution des rôles

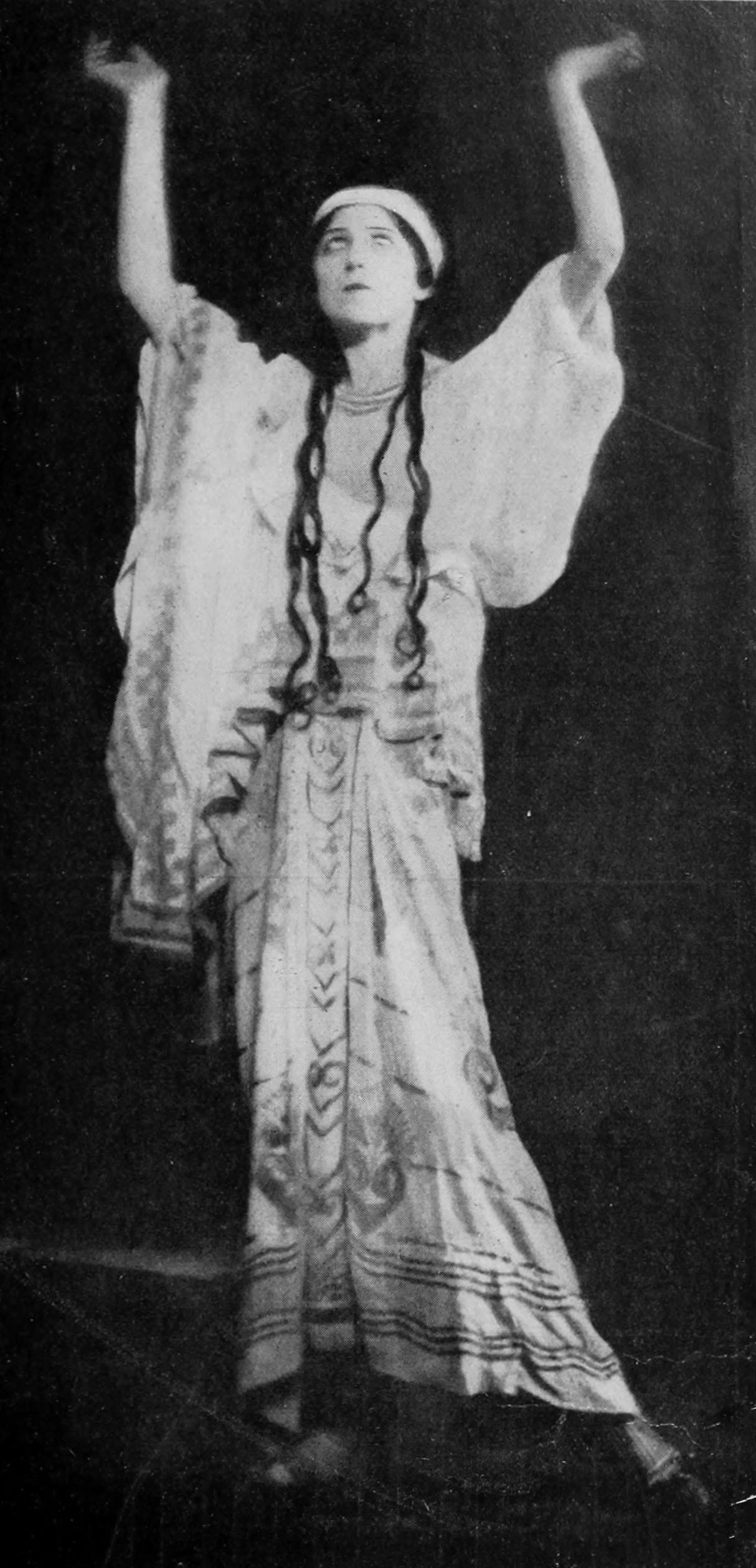
Ida Rubinstein (ici en 1912 dans Hélène de Sparte, costume de Léon Bakst) refusa d'interpréter la grande nymphe.

Nijinski voulait pour interpréter la grande nymphe une danseuse plus grande que le faune, et pensa à Ida Rubinstein. Mais elle refusa considérant que les mouvements n'étaient pas naturels. Le rôle fut confié à Lydia Nelidova qui était aussi une danseuse de grande taille. Les six autres nymphes furent Leocadia Klementovitch, Henriette Maicherska, Kopetzinska, Tcherepanova, Nadia Baranovitch et Bronislava Nijinska, Nijinski interprétant le rôle du Faune.

## Scénographie

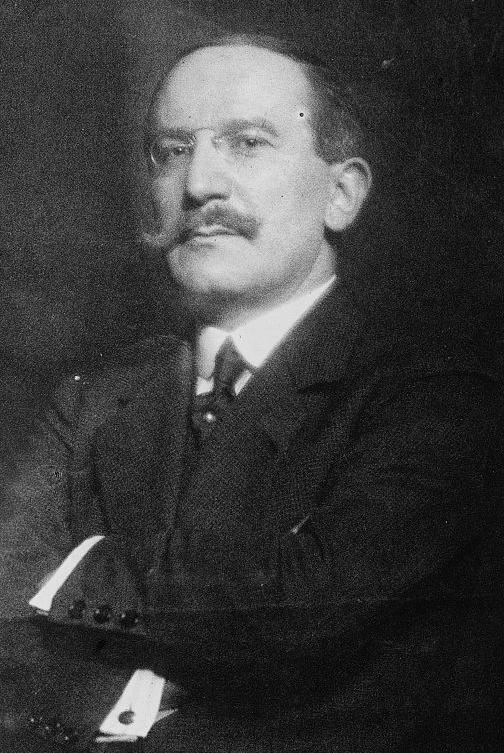
Léon Bakst, conçut le décor et les costumes du ballet (photographie de 1916).

La conception du décor et des costumes fut confiée à Léon Bakst. Le décor représentant un paysage sylvestre dont le style se rapprochait du symbolisme de Puvis de Chavannes ne fut pas apprécié par Nijinski qui voulait un motif plus épuré dans l'esprit des toiles de Gauguin plus approprié à une chorégraphie « cubiste » comme le suggérait Diaghilev. Ce décor fut remplacé en 1922 par une nouvelle toile en camaïeu de gris peinte par Picasso, puis à partir de 1929 par un nouveau décor du prince Schervachidze. Afin d'accentuer la frontalité de la chorégraphie, le décor fut installé à l'avant-scène, de sorte que les danseurs ne puissent évoluer que dans un espace réduit de deux mètres de profondeur, et l'éclairage devait donner au ballet l'apparence d'un bas-relief.
Par contre les costumes et les maquillages furent immédiatement adoptés. Les perruques, inspirées des coiffures des déesses grecques, étaient faites de fils collés, les tuniques des nymphes étaient façonnées avec de la gaze plissée. Pour le maillot du faune, Léon Bakst peignit les taches directement sur le tissu.

## Scandale de la première représentation

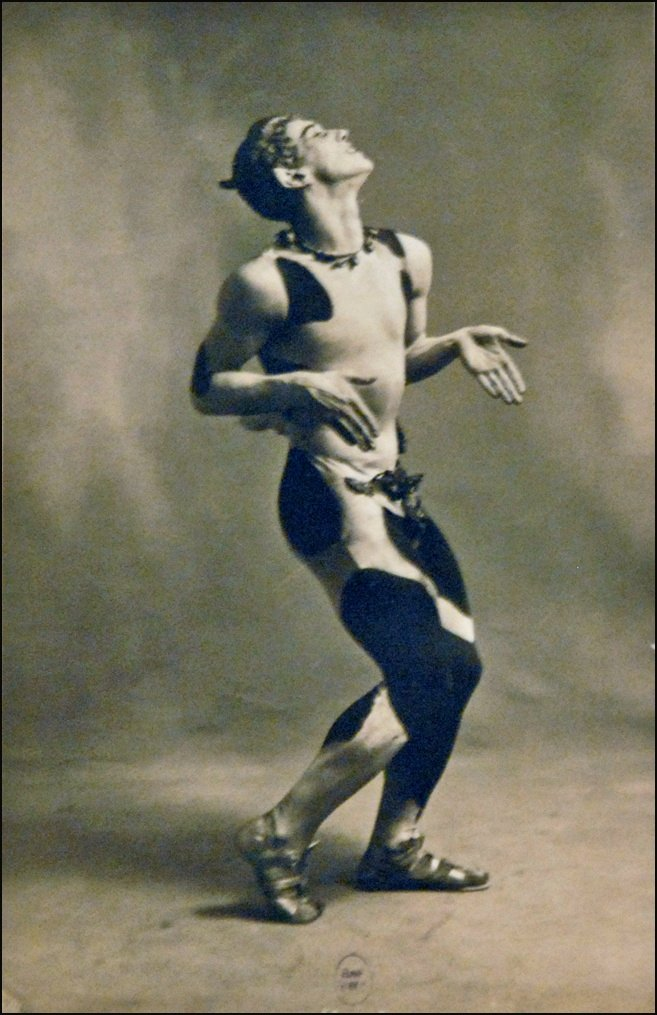
Nijinsky dans le rôle du faune.

Le résultat final déplut à Diaghilev notamment par l'absence de mouvements dansants. Il voulut annuler la représentation, contre la volonté de Nijinski qui menaça de quitter la compagnie. C'est l'arbitrage de Léon Bakst qui résolut le conflit en faveur du chorégraphe.
La générale eut lieu le 28 mai 1912 au théâtre du Châtelet en présence, entre autres, de Claude Debussy, Maurice Ravel, Jean Cocteau et Auguste Rodin. Devant le silence des invités à la fin de la représentation, Diaghilev fit rejouer le spectacle qui reçut quelques applaudissements, mais aussi des réserves à cause de la scène finale du faune s'allongeant sur l'écharpe, interprétée comme un orgasme, mais qu'il refusa de faire modifier. Gabriel Astruc mentionne que cette scène avait une origine accidentelle, en fait le rideau devait tomber au moment où le faune se couche sur l'écharpe, mais Nijinski fut en retard et se précipita plus vite que prévu sur l'étoffe.
La première se déroula le jour suivant et provoqua un chahut du public qui perturba la représentation et obligea Diaghilev à faire reprendre le spectacle.

Le scandale alimenté par la presse attira le public aux représentations suivantes, principalement dû à l'article de Gaston Calmette dans Le Figaro du 30 mai 1912 où il critiqua l'impudeur du faune :

« Ceux qui nous parlent d'art et de poésie à propos de ce spectacle se moquent de nous. Ce n'est ni une églogue gracieuse ni une production profonde. Nous avons eu un Faune inconvenant avec de vils mouvements de bestialité érotique et des gestes de lourde impudeur. »

Comme droit de réponse Diaghilev fit publier dans le numéro suivant du Figaro, deux lettres élogieuses d'Auguste Rodin et d'Odilon Redon.

## L'album De Meyer
Le photographe de mode Adolf de Meyer réalisa en 1912, lors des représentations des ballets russes à Londres, une série de photographies de la chorégraphie de Nijinski réunies dans un album édité par Paul Iribe. Cet album était constitué de 30 épreuves photographiques tirées d'après des négatifs sur verre de grande taille, retouchées au pinceau et à nouveau photographiées pour être imprimées selon le procédé de la collotypie.

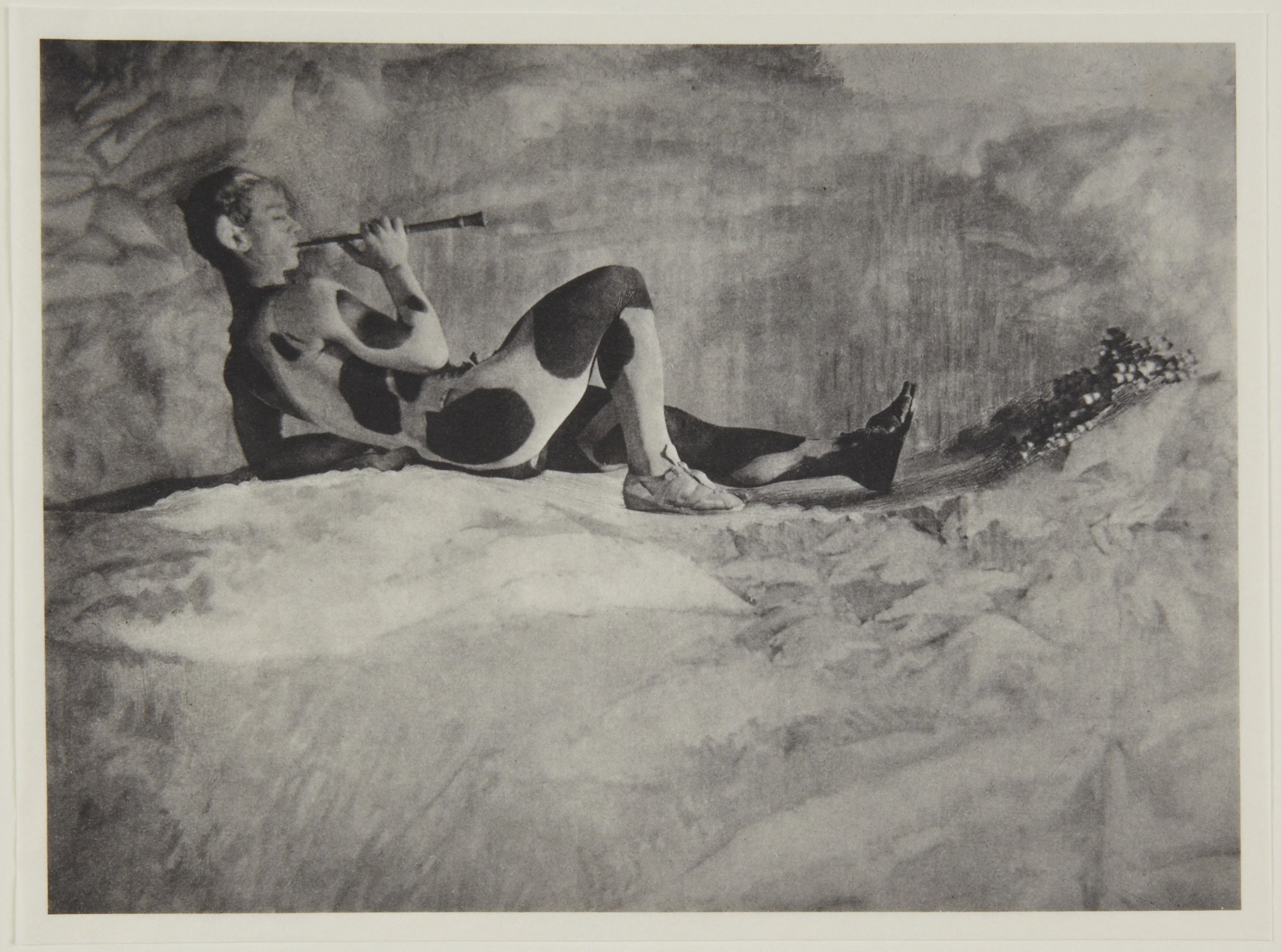
Scène d'ouverture
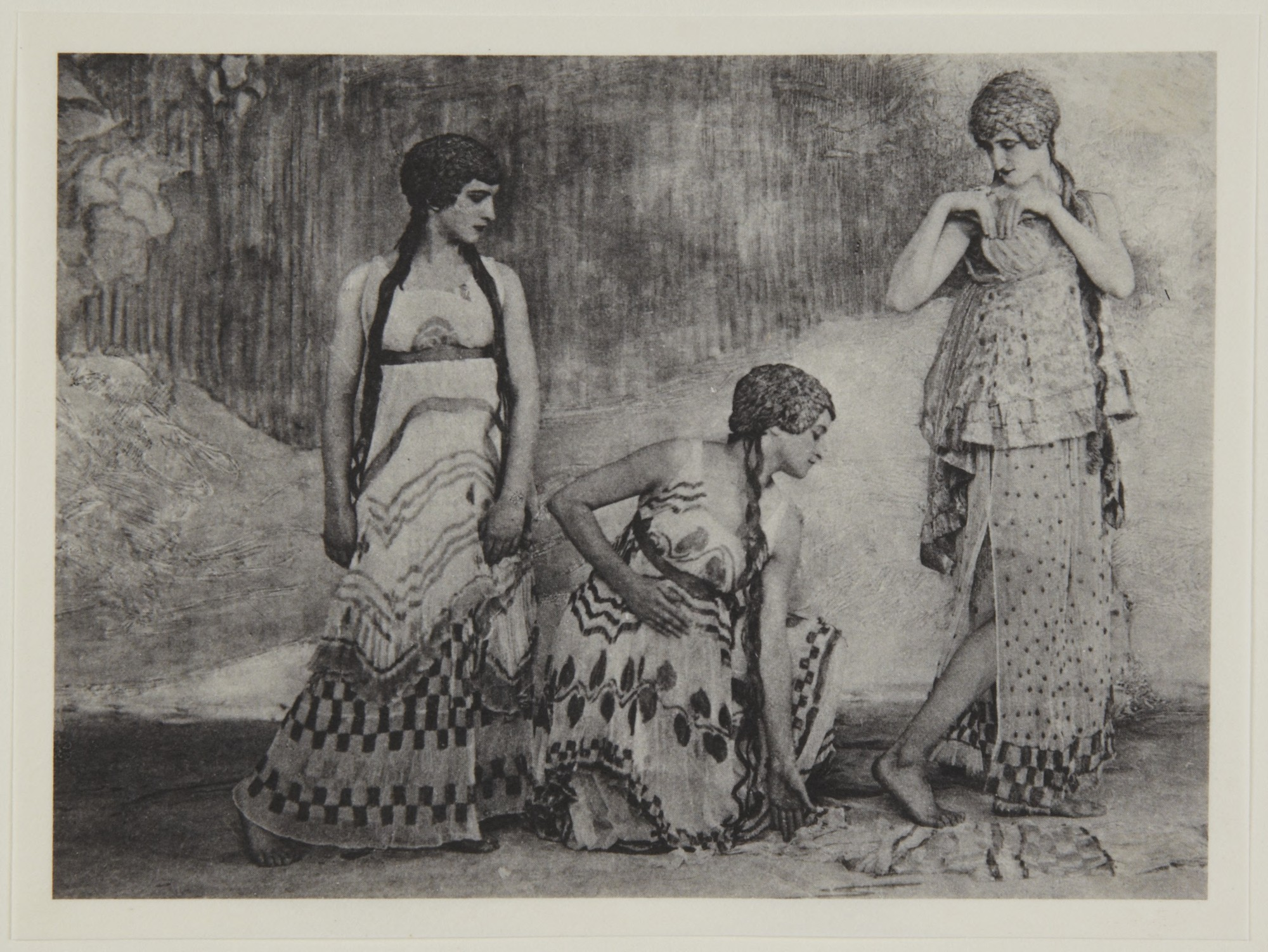
La grande nymphe interprétée par Lydia Nelidova en train de se défaire de ses voiles, avec deux nymphes à ses côtés.
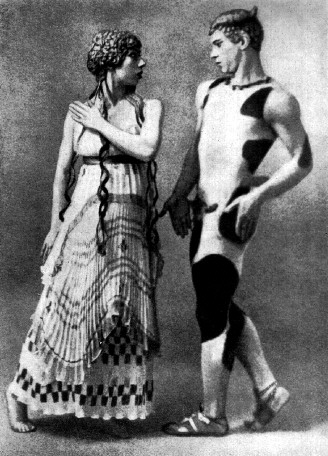
Njinski et sa sœur Bronislava Nijinska dans une scène du ballet
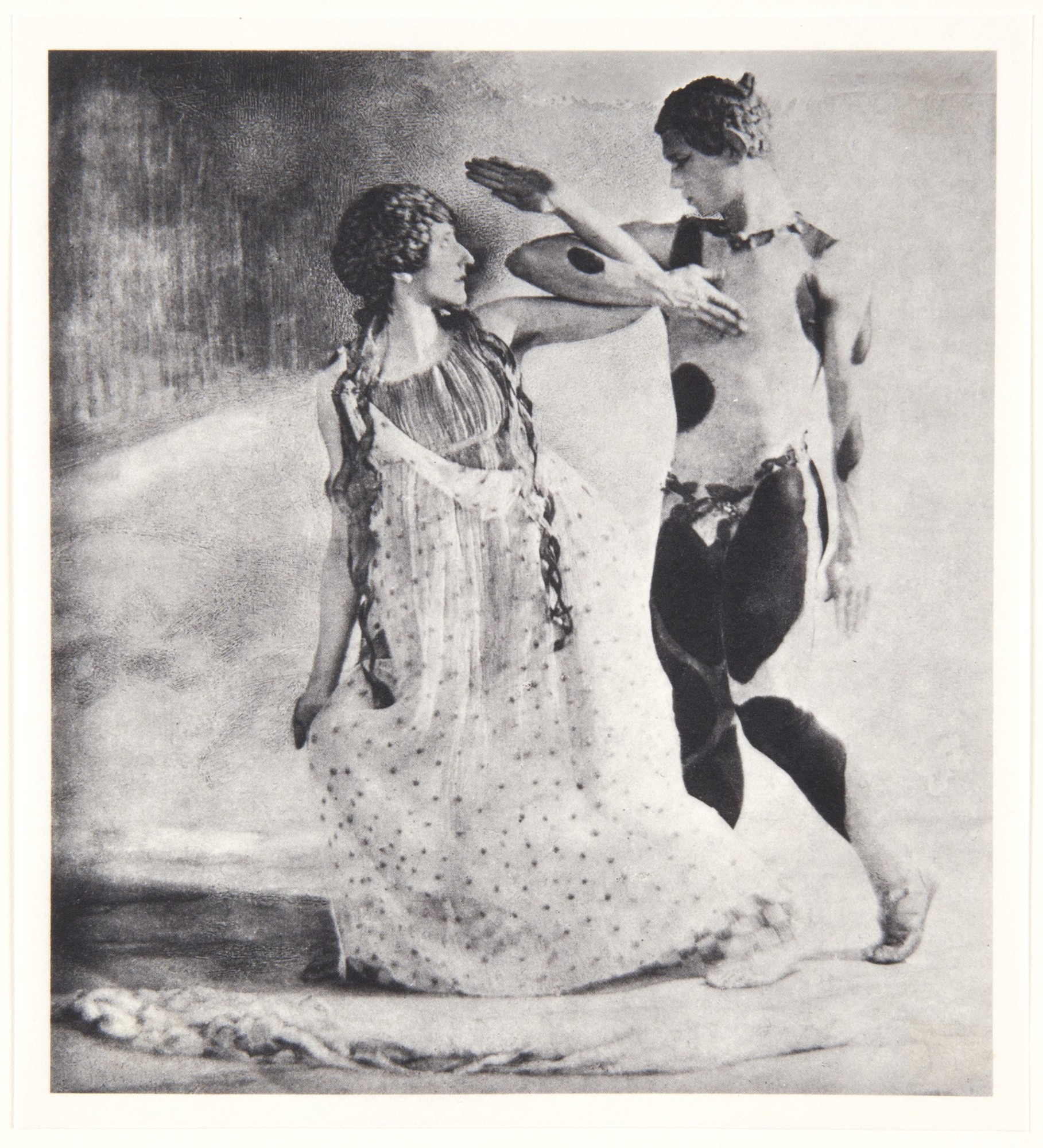
Nijninski et Lydia Nelidova dans le pas de deux.
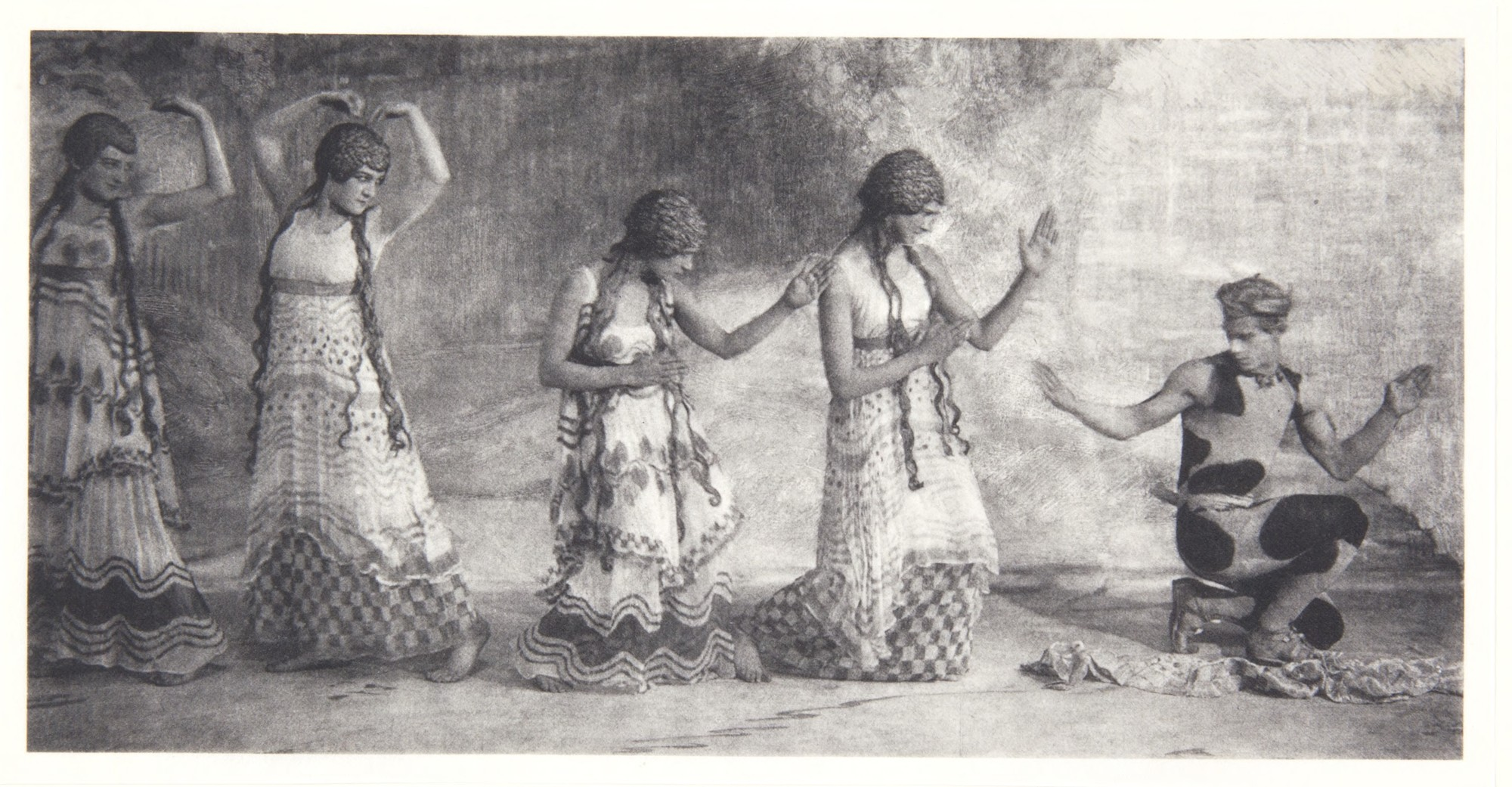
Une des scènes finale où le faune s'empare du châle.

## Représentations

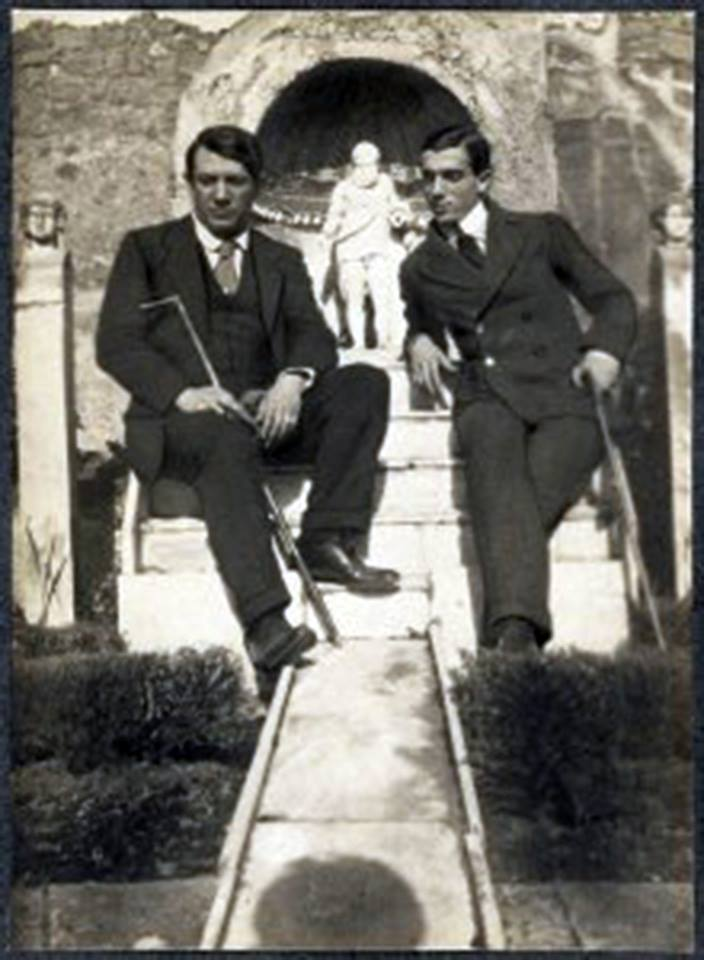
À gauche Pablo Picasso qui réalisa le décor du ballet en 1922, et à droite Léonide Massine qui reprit le rôle du faune après l'internement de Nijinski, et remonta le ballet en 1976.

Le ballet est inscrit au répertoire des Ballets russes jusqu'à la dissolution de la compagnie à la mort de Diaghilev en 1929. Le rôle du faune est tenu par Nijinski jusqu'en 1914 jusqu'à son renvoi des ballets russes, puis au sein de sa propre compagnie, avant de revenir aux ballets russes en 1916 en alternance avec Léonide Massine. En tout il interprète le ballet 59 fois. Lors de ces représentations avec les Ballets russes, la chorégraphie connaît des modifications. Nijinski, après la première du ballet, remplaça le geste masturbatoire qui avait suscité le scandale, par un geste moins choquant, en allongeant  le bras le long du buste, mais il rétablit le geste scandaleux dans les représentations suivantes. En 1916 lors d'une tournée des Ballets russes aux États-Unis, Nijinski protesta contre le traitement du ballet tel qu'il était représenté (le rôle du faune étant dansé par Massine), affirmant ne pas reconnaître sa chorégraphie. Il exprima ses critiques dans un article dans le New York Times, Nijinsky’s Objections to Diaghilev’s Way of Performing His Ballet “Faun” Leads to Its Withdrawal (Les objections de Nijinski quant à la manière de Diaghilev de présenter «Le Faune»): « ce ballet est entièrement ma propre création, et il n'est pas fait comme je l'ai conçu. Je n'ai rien à dire quant au travail de M. Massine, mais les détails de la chorégraphie des différents rôles ne sont pas données comme je les ai conçus. ».
Après l'internement de Nijinski le ballet est remonté en 1922 par Bronislava Nijinska qui reprend le rôle du Faune pour la seule saison 1922 des Ballets russes. Le rôle est repris à partir de 1924 par Léonide Massine, Léon Woïzikovsky et Serge Lifar, dernier interprète du faune pour les Ballets russes, et qui fit une version soliste. Dans aucune de ces représentations du ballet avec la compagnie, aussi bien durant la présence de Nijinski que pendant son absence, la partition notée par le chorégraphe ne fut utilisé, le ballet est transmis oralement.

## Reprises

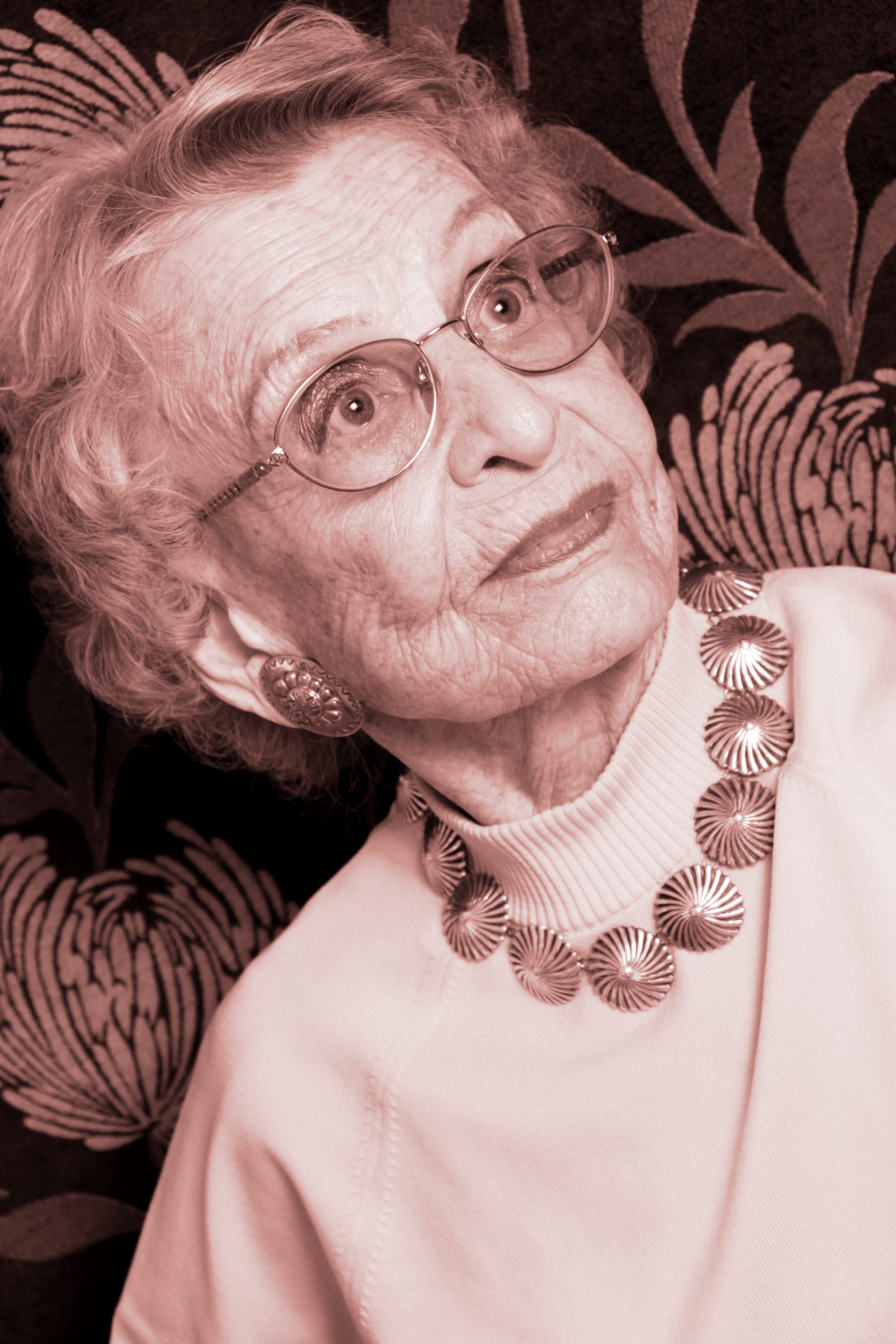
Ann Hutchinson Guest déchiffra le ballet noté par Nijinski et en fit, en 1988, la transcription en notation Laban.

À partir des années 1930, deux compagnies dirigées par d'anciens danseurs des Ballets russes, le Massine-Blum Ballet russe de Monte-Carlo (1933-1955) avec David Lichine dans le rôle du faune, et le Ballet Rambert (1931-1983) reprennent l'œuvre de Nijinski.
Romola Nijinski et Léonide Massine, sur la base de leurs souvenirs respectifs et en s'appuyant sur les photographies d'Adolf de Meyer, remontent en 1976 le ballet pour l'Opéra de Paris avec Charles Jude dans le rôle du faune. La reconstitution de Romola Nijinski et Léonide Massine fut reprise en 1979 par Rudolf Noureev dans un spectacle en hommage à Diaghilev.
En 1989, au théâtre San Carlo de Naples, eut lieu la première représentation du ballet d'après la transcription en notation Laban par Ann Hutchinson Guest, avec Éric Vu-An et Carla Fracci. La transcription est reprise en 2000 par le groupe de danse contemporaine le Quatuor Albrecht Knust, pour leur spectacle ...d'un faune (éclats).
Le danseur et chorégraphe Olivier Dubois a repris le ballet de Nijinski lors du festival d'Avignon de 2008 dans un spectacle intitulé Faune(s).
Pour le centenaire des ballets russes, le ballet national de l'Opéra de Paris a donné un spectacle hommage en 2009, comprenant les ballets Petrouchka, Le Tricorne, Le Spectre de la rose, La Mort du cygne et le ballet de Nijinski réglé par Ghislaine Thesmar à partir des enseignements de Serge Golovine, Nicolas Zvereff et Marie Rambert.

## Film

### Cinéma
- Le film Nijinski réalisé par Herbert Ross en 1980, présente dans une des séquences, la chorégraphie du faune.

### Documentaire
- Hervé Nisic, Revoir Nijinski danser production Artline Films, musée d'Orsay, RMN 2000[22].

### Clip
- En 1984, le groupe britannique Queen s'en inspire dans le clip de leur single I want to break free.